# Raiffeisenbank Obwalden
Die Raiffeisenbank Obwalden Genossenschaft mit Sitz in Sarnen im Kanton Obwalden gehört zu Raiffeisen Schweiz, dem Zusammenschluss aller Schweizer Raiffeisenbanken.

## Geschichte
Die Raiffeisenbank Obwalden entstand zum 1. Januar 2014 durch die Fusion der Raiffeisenbank Sachseln mit der Raiffeisenbank Alpnach-Kerns-Sarnen.

### Raiffeisenbank Sachseln
In Sachseln wurde 1939 eine Darlehenskasse gegründet, deren Name später in Raiffeisenkasse und schliesslich in Raiffeisenbank Sachseln geändert wurde. 1998 eröffnete die Raiffeisenbank Sachseln eine Geschäftsstelle in Giswil und 2012 eine in Lungern.

### Raiffeisenbank Alpnach-Kerns-Sarnen
Die Raiffeisenbank Alpnach-Kerns-Sarnen entstand aus den Banken in Alpnach und Kerns sowie Melchtal. Die Raiffeisenbank Alpnach wurde im Jahre 1931 als Darlehenskasse Alpnach gegründet. Sie wurde als typische Stubenbank vom damaligen Verwalter Jakob Villiger in seinem Haus geführt. 1974/75 entstanden eigene Bankräume in der Bahnhofstrasse 1 in Alpnach. Im Jahre 1980 wurde sie mit der Ausweitung nach Kägiswil in Raiffeisenbank Alpnach-Kägiswil umbenannt. Die Raiffeisenbank Kerns wurde 1945 gegründet und schloss sich mit der Raiffeisenbank Alpnach-Kägiswil auf den 1. Januar 1998 zusammen. 
Die beiden Raiffeisenbanken Alpnach-Kägiswil und Kerns eröffneten am 4. November 1997 gemeinsam vor ihrer Fusion 1998 zur Raiffeisenbank Alpnach-Kerns-Sarnen im Kantonshauptort Sarnen am Bahnhofplatz eine neue Geschäftsstelle.
Die Raiffeisenkasse Melchtal wurde im Jahre 1940 gegründet und war während langer Zeit im Pfarrhaus untergebracht. Seit 1981 hatte die Bank eigene Räumlichkeiten im ehemaligen Postgebäude. Im Jahre 2001 fusionierten die Raiffeisenbanken Alpnach-Kerns-Sarnen mit der Raiffeisenbank Melchtal. Zum Jahresende 2013 wurde die Geschäftsstelle Melchtal geschlossen.

## Geschäftsstellen
Neben der Hauptgeschäftsstelle (Kopfstelle) in Sachseln betreibt die Bank Geschäftsstellen in Alpnach-Dorf, Giswil, Kerns, Lungern und Sarnen.